# Stagonopleura oculata
Stagonopleura oculata là một loài chim trong họ Estrildidae.